# Gmach Banku Spółek Zarobkowych w Katowicach
Gmach dawnego Banku Spółek Zarobkowych − zabytkowy budynek, znajdujący się w Śródmieściu Katowic, przy ul. Warszawskiej 7.

## Lokalizacja
Budynek zajmuje rozległą parcelę w narożniku dzisiejszych ulic Warszawskiej i Andrzeja Mielęckiego (pierwotnie narożnik Friedrichstraße i Sedanstraße).

## Historia
Początkowo na działce znajdował się wzniesiony w 1876 r. okazały, jednopiętrowy dom mieszkalny, zwany – od nazwiska właściciela - willą Sachsa. Elias Sachs był przemysłowcem, założycielem pierwszego w Katowicach domu bankowego i katowickim radnym. Później willa należała do Ludwiga Katza – właściciela katowickiej wytwórni papy dachowej.
W 1913 r. całą nieruchomość kupił Deutsche Volksbank (Niemiecki Bank Ludowy), adaptując budynek na filię banku. W okresie plebiscytowym urzędował w nim pułkownik Blanchard, powiatowy kontroler Międzysojuszniczej Komisji Rządzącej i Plebiscytowej w Katowicach. W międzyczasie w 1920 r. obiekt nabył Bank Związku Spółek Zarobkowych z Poznania. Kamienicę poddano zasadniczej przebudowie i rozbudowie wg projektu architekta Hansa Jaretzkiego z Bytomia. Katowicką filię poznańskiego banku otwarto uroczyście w dniu 30 września 1924 r.
W latach 1927–1937 w budynku znajdowały się również biura Komisji Mieszanej dla Górnego Śląska, zajmującej się rozpatrywaniem skarg mniejszości niemieckiej funkcjonującej na terenie dawnego obszaru plebiscytowego, który przypadł Polsce i Urząd Spraw Mniejszości. Przewodniczącym Komisji był szwajcarski polityk, były prezydent Szwajcarskiej Rady Związkowej Felix Calonder. Również od 1927 r. w bocznym skrzydle budynku (wejście od ul. Mielęckiego 1) znajdowała się pierwsza siedziba Polskiego Radia Katowice.
Po II wojnie światowej budynek zajął Narodowy Bank Polski – mieścił się tu I Oddział Miejski NBP w Katowicach. Później wprowadził się tu bank PKO BP – w budynku mieścił się II Oddział tego banku w Katowicach. W 2017 r. PKO wystawiło nieruchomość na sprzedaż (cena wywoławcza: 7,48 mln zł). W 2021 r. hiszpański inwestor Apricot Capital Group rozpoczął przebudowę gmachu na obiekt mieszczący w założeniu osiem różnorodnych przestrzeni gastronomiczno-rozrywkowych, które mają przyciągnąć mieszkańców i turystów.

## Architektura
Obiekt w obecnej formie pochodzi z lat 1922–1924. Powstał po przebudowie dawnej willi Sachsa z 1876 (willę wbudowano w nowy, znacznie większy obiekt, wyższy o jedną kondygnację). Od strony ul. Mielęckiego dobudowano nowe skrzydło z wysokim pawilonem narożnym. Front zaakcentowano monumentalnym pseudoryzalitem z czterema kolumnami, zwieńczonym trójkątnym frontonem. Styl przebudowy nawiązywał do neoklasycyzmu z wyraźnym zwrotem ku palladianizmowi. Zachował się szereg oryginalnych detali architektonicznych, m.in. kraty koszowe i dachowe balustrady z wazonami. Obiekt wpisano do rejestru zabytków 10 października 1989 (nr rej.: A/1386/89).